# United States Shipping Board
L'United States Shipping Board (USSB) est une agence fédérale américaine chargée de développer et gérer le transport maritime en particulier dans le contexte de la Première Guerre mondiale et de la pénurie de navire qui en découle. Elle est créée en urgence par le Merchant Marine Act of 1916 (Alexander Act) (en), le 7 septembre 1916. Ses fonctions sont transférées à l'U.S. Shipping Board Bureau du département du Commerce des États-Unis en 1933.